# Svjetski kup u skijaškim skokovima 2011./12.
Svjetski kup u skijaškim skokovima 2011./2012. bio je 33. sezona ovog natjecanja za muškarce, a prva za žene. Svjetski kup za muškarce počeo je 27. studenog 2011. u Kuusamu (Finska), a završen je 18. ožujka 2012. u Planici (Slovenija). Svjetski kup za žene počeo je 3. prosinca 2011. u Lillehammeru (Norveška), a završen je 9. ožujka 2012. u Oslu (Norveška).
Titulu osvajača iz prošle sezone branio je Thomas Morgenstern.

## Pobjednici sezone
- Ukupno (muškarci):
 Anders Bardal
- Letovi:
 Robert Kranjec
- Turneja četiriju skakaonica:
 Gregor Schlierenzauer
- Ukupno (žene):
 Sarah Hendrickson
- Kup nacija (muškarci):
 Austrija
- Momčadsko natjecanje:
 Austrija
- Kup nacija (žene):
 SAD

## Kalendar

### Muškarci
| Ukupno                                                                 | Sezona                                                                 | Datum                                                                  | Mjesto                                                                 | Skakaonica                                                             | Veličina                                                               | Prvi                  | Drugi                        | Treći                 | Žuta majica    | Izv.        |
| ---------------------------------------------------------------------- | ---------------------------------------------------------------------- | ---------------------------------------------------------------------- | ---------------------------------------------------------------------- | ---------------------------------------------------------------------- | ---------------------------------------------------------------------- | --------------------- | ---------------------------- | --------------------- | -------------- | ----------- |
| 759.                                                                   | 1.                                                                     | 27. 11. 2011.                                                          | Kuusamo                                                                | Rukatunturi HS 142                                                     | V                                                                      | Andreas Kofler        | Gregor Schlierenzauer        | Thomas Morgenstern    | Andreas Kofler | [ 3 ]       |
| 760.                                                                   | 2.                                                                     | 3. 12. 2011.                                                           | Lillehammer                                                            | Lysgårdsbakken HS 100 (noćni)                                          | M                                                                      | Andreas Kofler        | Richard Freitag              | Kamil Stoch           | Andreas Kofler | [ 4 ]       |
| 761.                                                                   | 3.                                                                     | 4. 12. 2011.                                                           | Lillehammer                                                            | Lysgårdsbakken HS 138                                                  | V                                                                      | Andreas Kofler        | Anders Bardal Severin Freund |                       | Andreas Kofler | [ 5 ]       |
| 762.                                                                   | 4.                                                                     | 9. 12. 2011.                                                           | Harrachov                                                              | Čerťák HS 142 (noćni)                                                  | V                                                                      | Gregor Schlierenzauer | Daiki Itō                    | Anders Bardal         | Andreas Kofler | [ 6 ]       |
| 763.                                                                   | 5.                                                                     | 11. 12. 2011.                                                          | Harrachov                                                              | Čerťák HS 142                                                          | V                                                                      | Richard Freitag       | Thomas Morgenstern           | Severin Freund        | Andreas Kofler | [ 7 ]       |
| 764.                                                                   | 6.                                                                     | 17. 12. 2011.                                                          | Engelberg                                                              | Titlis HS 137                                                          | V                                                                      | Anders Bardal         | Martin Koch                  | Thomas Morgenstern    | Andreas Kofler | [ 8 ]       |
| 765.                                                                   | 7.                                                                     | 18. 12. 2011.                                                          | Engelberg                                                              | Titlis HS 137                                                          | V                                                                      | Andreas Kofler        | Kamil Stoch                  | Anders Bardal         | Andreas Kofler | [ 9 ]       |
| 766.                                                                   | 8.                                                                     | 30. 12. 2011.                                                          | Oberstdorf                                                             | Schattenberg HS 137 (noćni)                                            | V                                                                      | Gregor Schlierenzauer | Andreas Kofler               | Thomas Morgenstern    | Andreas Kofler | [ 10 ]      |
| 767.                                                                   | 9.                                                                     | 1. 1. 2012.                                                            | Garmisch-Partenkirchen                                                 | Velika olimpijska HS 140                                               | V                                                                      | Gregor Schlierenzauer | Andreas Kofler               | Daiki Itō             | Andreas Kofler | [ 11 ]      |
| 768.                                                                   | 10.                                                                    | 4. 1. 2012.                                                            | Innsbruck                                                              | Bergisel HS 130                                                        | V                                                                      | Andreas Kofler        | Gregor Schlierenzauer        | Taku Takeuchi         | Andreas Kofler | [ 12 ]      |
| 769.                                                                   | 11.                                                                    | 6. 1. 2012.                                                            | Bischofshofen                                                          | "Paul Ausserleitner" HS 140 (noćni)                                    | V                                                                      | Thomas Morgenstern    | Anders Bardal                | Gregor Schlierenzauer | Andreas Kofler | [ 13 ]      |
| 60. turneja četiriju skakaonica – ukupno (30. 12. 2011. – 6. 1. 2011.) | 60. turneja četiriju skakaonica – ukupno (30. 12. 2011. – 6. 1. 2011.) | 60. turneja četiriju skakaonica – ukupno (30. 12. 2011. – 6. 1. 2011.) | 60. turneja četiriju skakaonica – ukupno (30. 12. 2011. – 6. 1. 2011.) | 60. turneja četiriju skakaonica – ukupno (30. 12. 2011. – 6. 1. 2011.) | 60. turneja četiriju skakaonica – ukupno (30. 12. 2011. – 6. 1. 2011.) | Gregor Schlierenzauer | Thomas Morgenstern           | Andreas Kofler        |                |             |
| 770.                                                                   | 12.                                                                    | 15. 1. 2012.                                                           | Tauplitz/Bad Mitterndorf                                               | Kulm HS 200                                                            | L                                                                      | Robert Kranjec        | Thomas Morgenstern           | Anders Bardal         | Andreas Kofler | [ 14 ]      |
| 771.                                                                   | 13.                                                                    | 15. 1. 2012.                                                           | Tauplitz/Bad Mitterndorf                                               | Kulm HS 200                                                            | L                                                                      | Anders Bardal         | Daiki Itō                    | Kamil Stoch           | Andreas Kofler | [ 15 ]      |
| 772.                                                                   | 14.                                                                    | 20. 1. 2012.                                                           | Zakopane                                                               | Wielka Krokiew HS 134 (noćni)                                          | V                                                                      | Kamil Stoch           | Richard Freitag              | Andreas Kofler        | Andreas Kofler | [ 16 ]      |
| 773.                                                                   | 15.                                                                    | 21. 1. 2012.                                                           | Zakopane                                                               | Wielka Krokiew HS 134 (noćni)                                          | V                                                                      | Gregor Schlierenzauer | Richard Freitag              | Anders Bardal         | Andreas Kofler | [ 17 ]      |
| 774.                                                                   | 16.                                                                    | 28. 1. 2012.                                                           | Sapporo                                                                | Okurayama HS 134 (noćni)                                               | V                                                                      | Daiki Itō             | Anders Bardal                | Kamil Stoch           | Andreas Kofler | [ 18 ]      |
| 775.                                                                   | 17.                                                                    | 29. 1. 2012.                                                           | Sapporo                                                                | Okurayama HS 134                                                       | V                                                                      | Daiki Itō             | Kamil Stoch                  | Andreas Kofler        | Andreas Kofler | [ 19 ]      |
| 776.                                                                   | 18.                                                                    | 4. 2. 2012.                                                            | Val di Fiemme                                                          | Trampolino dal Ben HS 134 (noćni)                                      | V                                                                      | Gregor Schlierenzauer | Severin Freund               | Thomas Morgenstern    | Andreas Kofler | [ 20 ]      |
| 777.                                                                   | 19.                                                                    | 5. 2. 2012.                                                            | Val di Fiemme                                                          | Trampolino dal Ben HS 134 (noćni)                                      | V                                                                      | Kamil Stoch           | Gregor Schlierenzauer        | Anders Bardal         | Andreas Kofler | [ 21 ]      |
| 778.                                                                   | 20.                                                                    | 12. 2. 2012.                                                           | Willingen                                                              | Mühlenkopf HS 145                                                      | V                                                                      | Anders Bardal         | Roman Koudelka               | Daiki Itō             | Anders Bardal  | [ 22 ]      |
|                                                                        |                                                                        | 15. 2. 2012.                                                           | Klingenthal                                                            | Vogtland Arena HS 140 (noćni)                                          | V                                                                      | Jak vjetar.           | Jak vjetar.                  | Jak vjetar.           | Jak vjetar.    | Jak vjetar. |
| 779.                                                                   | 21.                                                                    | 18. 2. 2012.                                                           | Oberstdorf                                                             | "Heini Klopfer" HS 213 (noćni)                                         | L                                                                      | Martin Koch           | Daiki Itō                    | Simon Ammann          | Anders Bardal  | [ 23 ]      |
| 4. momčadsko natjecanje (12. – 19. veljače)                            | 4. momčadsko natjecanje (12. – 19. veljače)                            | 4. momčadsko natjecanje (12. – 19. veljače)                            | 4. momčadsko natjecanje (12. – 19. veljače)                            | 4. momčadsko natjecanje (12. – 19. veljače)                            | 4. momčadsko natjecanje (12. – 19. veljače)                            | Austrija              | Norveška                     | Slovenija             |                |             |
| Svjetsko prvenstvo u skijaškim letovima 2012. (24. – 26. veljače)      |                                                                        |                                                                        |                                                                        |                                                                        |                                                                        |                       |                              |                       |                |             |
| 780.                                                                   | 22.                                                                    | 4. 3. 2012.                                                            | Lahti                                                                  | Salpausselkä HS 97                                                     | M                                                                      | Daiki Itō             | Anders Bardal                | Lukáš Hlava           | Anders Bardal  | [ 24 ]      |
| 781.                                                                   | 23.                                                                    | 8. 3. 2012.                                                            | Trondheim                                                              | Granåsen HS 140 (noćni)                                                | V                                                                      | Daiki Itō             | Richard Freitag              | Simon Ammann          | Anders Bardal  | [ 25 ]      |
| 782.                                                                   | 24.                                                                    | 11. 3. 2012.                                                           | Oslo                                                                   | Holmenkollen HS 134                                                    | V                                                                      | Martin Koch           | Severin Freund               | Robert Kranjec        | Anders Bardal  | [ 26 ]      |
| 783.                                                                   | 25.                                                                    | 16. 3. 2012.                                                           | Planica                                                                | Letalnica HS 215                                                       | L                                                                      | Robert Kranjec        | Simon Ammann                 | Martin Koch           | Anders Bardal  | [ 27 ]      |
| 784.                                                                   | 26.                                                                    | 18. 3. 2012.                                                           | Planica                                                                | Letalnica HS 215                                                       | L                                                                      | Martin Koch           | Simon Ammann                 | Robert Kranjec        | Anders Bardal  | [ 28 ]      |

### Žene
| Ukupno       | Sezona  | Datum          | Mjesto        | Skakaonica                    | Veličina          | Prva                                                         | Druga                                                        | Treća                                                        | Žuta majica                                                  | Izv.                                                         |
| ------------ | ------- | -------------- | ------------- | ----------------------------- | ----------------- | ------------------------------------------------------------ | ------------------------------------------------------------ | ------------------------------------------------------------ | ------------------------------------------------------------ | ------------------------------------------------------------ |
| 1.           | 1.      | 3. 12. 2011.   | Lillehammer   | Lysgårdsbakken HS 100 (noćni) | M                 | Sarah Hendrickson                                            | Coline Mattel                                                | Melanie Faisst                                               | Sarah Hendrickson                                            | [ 29 ]                                                       |
|              |         | 6. 1. 2012.    | Schonach      | Langenwald HS 108             | M                 | Otkazano zbog visokih temperatura; prebačeno u Hinterzarten. | Otkazano zbog visokih temperatura; prebačeno u Hinterzarten. | Otkazano zbog visokih temperatura; prebačeno u Hinterzarten. | Otkazano zbog visokih temperatura; prebačeno u Hinterzarten. | Otkazano zbog visokih temperatura; prebačeno u Hinterzarten. |
| 2.           | 2.      | 7. 1. 2012.    | Hinterzarten  | Adler HS 108                  | M                 | Sabrina Windmüller                                           | Lindsey Van                                                  | Lisa Demetz                                                  | Sarah Hendrickson                                            | [ 31 ]                                                       |
| 3.           | 3.      | 8. 1. 2012.    | Hinterzarten  | Adler HS 108                  | M                 | Sarah Hendrickson                                            | Sara Takanashi                                               | Jessica Jerome                                               | Sarah Hendrickson                                            | [ 32 ]                                                       |
| 4.           | 4.      | 14. 1. 2012.   | Val di Fiemme | Trampolino dal Ben HS 106     | M                 | Sarah Hendrickson                                            | Daniela Iraschko-Stolz                                       | Anette Sagen                                                 | Sarah Hendrickson                                            | [ 33 ]                                                       |
| 5.           | 5.      | 15. 1. 2012.   | Val di Fiemme | Trampolino dal Ben HS 106     | M                 | Sarah Hendrickson                                            | Daniela Iraschko-Stolz                                       | Ulrike Gräßler                                               | Sarah Hendrickson                                            | [ 34 ]                                                       |
|              |         | 28. 1. 2012.   | Szczyrk       | Skalite HS 106                | M                 | Otkazano iz tehničkih razloga; prebačeno u Zaō.              | Otkazano iz tehničkih razloga; prebačeno u Zaō.              | Otkazano iz tehničkih razloga; prebačeno u Zaō.              | Otkazano iz tehničkih razloga; prebačeno u Zaō.              | Otkazano iz tehničkih razloga; prebačeno u Zaō.              |
| 29. 1. 2012. | Szczyrk | Skalite HS 106 | M             | Tehnički razlozi.             | Tehnički razlozi. | Tehnički razlozi.                                            | Tehnički razlozi.                                            | Tehnički razlozi.                                            |                                                              |                                                              |
| 6.           | 6.      | 4. 2. 2012.    | Hinzenbach    | Aigner HS 94                  | M                 | Daniela Iraschko-Stolz                                       | Sarah Hendrickson                                            | Katja Požun                                                  | Sarah Hendrickson                                            | [ 36 ]                                                       |
| 7.           | 7.      | 5. 2. 2012.    | Hinzenbach    | Aigner HS 94                  | M                 | Daniela Iraschko-Stolz                                       | Sarah Hendrickson                                            | Lindsey Van                                                  | Sarah Hendrickson                                            | [ 37 ]                                                       |
| 8.           | 8.      | 11. 2. 2012.   | Ljubno        | Logarska dolina HS 95         | M                 | Sarah Hendrickson                                            | Sara Takanashi                                               | Daniela Iraschko-Stolz                                       | Sarah Hendrickson                                            | [ 38 ]                                                       |
| 9.           | 9.      | 12. 2. 2012.   | Ljubno        | Logarska dolina HS 95         | M                 | Sarah Hendrickson                                            | Sara Takanashi                                               | Jacqueline Seifriedsberger                                   | Sarah Hendrickson                                            | [ 39 ]                                                       |
| 10.          | 10.     | 3. 3. 2012.    | Zaō           | Yamagata HS 100               | M                 | Sarah Hendrickson                                            | Sara Takanashi                                               | Daniela Iraschko-Stolz                                       | Sarah Hendrickson                                            | [ 40 ]                                                       |
| 11.          | 11.     | 3. 3. 2012.    | Zaō           | Yamagata HS 100               | M                 | Sara Takanashi                                               | Sarah Hendrickson                                            | Ulrike Gräßler                                               | Sarah Hendrickson                                            | [ 42 ]                                                       |
| 12.          | 12.     | 4. 3. 2012.    | Zaō           | Yamagata HS 100               | M                 | Sarah Hendrickson                                            | Sara Takanashi                                               | Daniela Iraschko-Stolz                                       | Sarah Hendrickson                                            | [ 43 ]                                                       |
| 13.          | 13.     | 9. 3. 2012.    | Oslo          | Midtstubakken HS 106          | M                 | Sarah Hendrickson                                            | Sara Takanashi                                               | Anette Sagen                                                 | Sarah Hendrickson                                            | [ 44 ]                                                       |

### Momčadsko natjecanje (muškarci)
| Ukupno | Sezona | Datum         | Mjesto     | Skakaonica                 | Veličina | Prvi                                                                             | Drugi                                                                         | Treći                                                                     | Žuta majica                          | Izv.                                 |
| ------ | ------ | ------------- | ---------- | -------------------------- | -------- | -------------------------------------------------------------------------------- | ----------------------------------------------------------------------------- | ------------------------------------------------------------------------- | ------------------------------------ | ------------------------------------ |
|        |        | 26. 11. 2011. | Kuusamo    | Rukatunturi HS 142 (noćni) | V        | Jak vjetar; prebačeno u naredni dan.                                             | Jak vjetar; prebačeno u naredni dan.                                          | Jak vjetar; prebačeno u naredni dan.                                      | Jak vjetar; prebačeno u naredni dan. | Jak vjetar; prebačeno u naredni dan. |
| 55.    | 1.     | 27. 11. 2011. | Kuusamo    | Rukatunturi HS 142         | V        | Austrija Wolfgang Loitzl Andreas Kofler Gregor Schlierenzauer Thomas Morgenstern | Japan Junshiro Kobayashi Shohei Tochimoto Taku Takeuchi Daiki Itō             | Rusija Dmitrij Vasiljev Anton Kalinjičenko Roman Trofimov Denis Kornjilov | Austrija                             | [ 45 ]                               |
| 56.    | 2.     | 10. 12. 2011. | Harrachov  | Čerťák HS 142 (noćni)      | V        | Norveška Tom Hilde Bjørn Einar Romøren Vegard-Haukø Sklett Anders Bardal         | Austrija Thomas Morgenstern David Zauner Andreas Kofler Gregor Schlierenzauer | Slovenija Jernej Damjan Jure Šinkovec Peter Prevc Robert Kranjec          | Austrija                             | [ 46 ]                               |
| 57.    | 3.     | 11. 2. 2012.  | Willingen  | Mühlenkopf HS 145 (noćni)  | V        | Norveška Anders Fannemel Rune Velta Vegard-Haukø Sklett Anders Bardal            | Austrija Martin Koch Andreas Kofler Thomas Morgenstern Gregor Schlierenzauer  | Njemačka Maximilian Mechler Andreas Wank Severin Freund Richard Freitag   | Austrija                             | [ 47 ]                               |
| 58.    | 4.     | 19. 2. 2012.  | Oberstdorf | "Heini Klopfer" HS 213     | L        | Slovenija Jurij Tepeš Jure Šinkovec Peter Prevc Robert Kranjec                   | Austrija Thomas Morgenstern Martin Koch Andreas Kofler Gregor Schlierenzauer  | Norveška Anders Fannemel Rune Velta Tom Hilde Anders Bardal               | Austrija                             | [ 48 ]                               |
| 59.    | 5.     | 3. 3. 2012.   | Lahti      | Salpausselkä HS 97 (noćni) | M        | Austrija Thomas Morgenstern Gregor Schlierenzauer Martin Koch Andreas Kofler     | Njemačka Andreas Wank Maximilian Mechler Severin Freund Richard Freitag       | Poljska Maciej Kot Klemens Murańka Aleksander Zniszczoł Kamil Stoch       | Austrija                             | [ 49 ]                               |
| 60.    | 6.     | 17. 3. 2012.  | Planica    | Letalnica HS 215           | L        | Austrija Thomas Morgenstern Andreas Kofler Gregor Schlierenzauer Martin Koch     | Norveška Rune Velta Anders Fannemel Bjørn Einar Romøren Anders Bardal         | Njemačka Maximilian Mechler Severin Freund Andreas Wank Richard Freitag   | Austrija                             | [ 50 ]                               |

## Ukupni poredak – muškarci

### Pojedinačno
| Poz. |                       | Bodovi |
| ---- | --------------------- | ------ |
| 1.   | Anders Bardal         | 1325   |
| 2.   | Gregor Schlierenzauer | 1267   |
| 3.   | Andreas Kofler        | 1203   |
| 4.   | Daiki Itō             | 1131   |
| 5.   | Kamil Stoch           | 1078   |
| 6.   | Richard Freitag       | 1031   |
| 7.   | Thomas Morgenstern    | 1014   |
| 8.   | Severin Freund        | 857    |
| 9.   | Robert Kranjec        | 829    |
| 10.  | Roman Koudelka        | 796    |

| Poz. |                  | Bodovi |
| ---- | ---------------- | ------ |
| 11.  | Simon Ammann     | 731    |
| 12.  | Martin Koch      | 690    |
| 13.  | Taku Takeuchi    | 429    |
| 14.  | Lukáš Hlava      | 404    |
| 15.  | Peter Prevc      | 400    |
| 16.  | Vegard Sklett    | 343    |
| 17.  | Rune Velta       | 311    |
| 18.  | Anssi Koivuranta | 283    |
| 19.  | Piotr Żyła       | 267    |
| 20.  | Denis Kornjilov  | 251    |

| Poz. |                    | Bodovi |
| ---- | ------------------ | ------ |
| 21.  | Michael Neumayer   | 236    |
| 22.  | Andreas Wank       | 227    |
| 23.  | David Zauner       | 216    |
| 24.  | Jurij Tepeš        | 204    |
| 25.  | Anders Fannemel    | 185    |
|      | Jakub Janda        | 185    |
| 27.  | Maximilian Mechler | 180    |
| 28.  | Jure Šinkovec      | 163    |
| 29.  | Tom Hilde          | 158    |
| 30.  | Wolfgang Loitzl    | 154    |

- Nakon 26 natjecanja.

| Poz. |                       | Bodovi |
| ---- | --------------------- | ------ |
| 1.   | Robert Kranjec        | 355    |
| 2.   | Martin Koch           | 302    |
| 3.   | Simon Ammann          | 278    |
| 4.   | Daiki Itō             | 275    |
| 5.   | Anders Bardal         | 212    |
| 6.   | Kamil Stoch           | 193    |
| 7.   | Thomas Morgenstern    | 178    |
| 8.   | Gregor Schlierenzauer | 168    |
| 9.   | Severin Freund        | 153    |
| 10.  | Roman Koudelka        | 124    |

| Poz. |           | Bodovi |
| ---- | --------- | ------ |
| 1.   | Austrija  | 6935   |
| 2.   | Norveška  | 4530   |
| 3.   | Njemačka  | 4353   |
| 4.   | Slovenija | 3412   |
| 5.   | Japan     | 2827   |
| 6.   | Poljska   | 2638   |
| 7.   | Češka     | 2178   |
| 8.   | Rusija    | 918    |
| 9.   | Švicarska | 753    |
| 10.  | Finska    | 611    |

| Poz. |                       | Bodovi |
| ---- | --------------------- | ------ |
| 1.   | Gregor Schlierenzauer | 933,8  |
| 2.   | Thomas Morgenstern    | 908,0  |
| 3.   | Andreas Kofler        | 896,9  |
| 4.   | Anders Bardal         | 895,0  |
| 5.   | Roman Koudelka        | 881,2  |
| 6.   | Daiki Itō             | 852,1  |
| 7.   | Severin Freund        | 843,4  |
| 8.   | Kamil Stoch           | 843,0  |
| 9.   | Taku Takeuchi         | 842,6  |
| 10.  | Richard Freitag       | 820,4  |

| Poz. |           | Bodovi |
| ---- | --------- | ------ |
| 1.   | Austrija  | 3055,9 |
| 2.   | Norveška  | 3030,0 |
| 3.   | Slovenija | 2994,9 |
| 4.   | Njemačka  | 2966,0 |
| 5.   | Češka     | 2892,4 |
| 6.   | Japan     | 2878,1 |
| 7.   | Poljska   | 2799,6 |
| 8.   | Finska    | 1902,3 |
| 9.   | Rusija    | 1861,2 |
| 10.  | Švicarska | 1123,3 |

## Ukupni poredak – žene

### Pojedinačno
| Poz. |                        | Bodovi |
| ---- | ---------------------- | ------ |
| 1.   | Sarah Hendrickson      | 1169   |
| 2.   | Daniela Iraschko-Stolz | 779    |
| 3.   | Sara Takanashi         | 639    |
| 4.   | Ulrike Gräßler         | 546    |
| 5.   | Lindsey Van            | 482    |
| 6.   | Anette Sagen           | 454    |
| 7.   | Katja Požun            | 422    |
| 8.   | Melanie Faißt          | 409    |
| 9.   | Jessica Jerome         | 395    |
| 10.  | Coline Mattel          | 328    |

| Poz. |                            | Bodovi |
| ---- | -------------------------- | ------ |
| 11.  | Jacqueline Seifriedsberger | 327    |
| 12.  | Maja Vtič                  | 272    |
| 13.  | Evelyn Insam               | 267    |
| 14.  | Line Jahr                  | 255    |
| 15.  | Svenja Würth               | 191    |
| 16.  | Anna Häfele                | 181    |
| 17.  | Špela Rogelj               | 165    |
| 18.  | Ayumi Watase               | 145    |
| 19.  | Julia Clair                | 132    |
| 20.  | Sabrina Windmüller         | 130    |

| Poz. |                   | Bodovi |
| ---- | ----------------- | ------ |
| 20.  | Yuki Ito          | 130    |
| 22.  | Lisa Demetz       | 120    |
| 23.  | Kaori Iwabuchi    | 119    |
| 24.  | Yoshiko Kasai     | 116    |
| 25.  | Abby Hughes       | 109    |
| 26.  | Maren Lundby      | 103    |
| 27.  | Carina Vogt       | 96     |
| 28.  | Katharina Althaus | 95     |
| 29.  | Julia Kykkänen    | 80     |
| 30.  | Urša Bogataj      | 75     |

- Nakon 13 natjecanja.

### Kup nacija
| Poz. |           | Bodovi |
| ---- | --------- | ------ |
| 1.   | SAD       | 2228   |
| 2.   | Njemačka  | 1601   |
| 3.   | Japan     | 1251   |
| 4.   | Austrija  | 1173   |
| 5.   | Slovenija | 934    |
| 6.   | Norveška  | 828    |
| 7.   | Francuska | 496    |
| 8.   | Italija   | 466    |
| 9.   | Švicarska | 130    |
| 10.  | Finska    | 80     |

- Nakon 13 natjecanja.

## Pojedinačna dostignuća
Prva pobjeda u karijeri

- Sarah Hendrickson (17 godina), u svojoj 1. sezoni – 1. natjecanje sezone (Lillehammer); ujedno i njezin prvi podij
- Richard Freitag (20 godina), u svojoj 3. sezoni – 5. natjecanje sezone (Harrachov); prvi podij: Lillehammer SK 2 2011./12.)
- Sabrina Windmüller (24 godina), u svojoj 1. sezoni – 2. natjecanje sezone (Hinterzarten); ujedno i njezin prvi podij
- Daiki Itō (26 godina), u svojoj 11. sezoni – 16. natjecanje sezone (Sapporo); prvi podij: Bischofshofen (SK 12 2004./05.)
- Daniela Iraschko-Stolz (28 godina), u svojoj 1. sezoni – 6. natjecanje sezone (Hinzenbach); prvi podij: Val di Fiemme (SK 4 2011./12.)
- Sara Takanashi (15 godina), u svojoj 1. sezoni – 11. natjecanje sezone (Zaō); prvi podij: Hinterzarten (SK 3 2011./12.)

Prvi podij

- Richard Freitag (20 godina), u svojoj 3. sezoni – 2. mjesto, 2. natjecanje sezone (Lillehammer)
- Coline Mattel (16 godina), u svojoj 1. sezoni – 2. mjesto, 1. natjecanje sezone (Lillehammer)
- Melanie Faisst (21 godina), u svojoj 1. sezoni – 3. mjesto, 1. natjecanje sezone (Lillehammer)
- Taku Takeuchi (24 godina), u svojoj 6. sezoni – 3. mjesto, 10. natjecanje sezone (Innsbruck)
- Lindsay Van (27 godina), u svojoj 1. sezoni – 2. mjesto, 2. natjecanje sezone (Hinterzarten)
- Lisa Demetz (22 godina), u svojoj 1. sezoni – 3. mjesto, 2. natjecanje sezone (Hinterzarten)
- Sara Takanashi (15 godina), u svojoj 1. sezoni – 2. mjesto, 3. natjecanje sezone (Hinterzarten)
- Jessica Jerome (24 godina), u svojoj 1. sezoni – 3. mjesto, 3. natjecanje sezone (Hinterzarten)
- Daniela Iraschko-Stolz (28 godina), u svojoj 1. sezoni – 2. mjesto, 4. natjecanje sezone (Val di Fiemme)
- Anette Sagen (27 godina), u svojoj 1. sezoni – 3. mjesto, 4. natjecanje sezone (Val di Fiemme)
- Ulrike Gräßler (24 godina), u svojoj 1. sezoni – 3. mjesto, 5. natjecanje sezone (Val di Fiemme)
- Katja Požun (18 godina), u svojoj 1. sezoni – 3. mjesto, 6. natjecanje sezone (Hinzenbach)
- Jacqueline Seifriedsberger (21 godina), u svojoj 1. sezoni – 3. mjesto, 9. natjecanje sezone (Ljubno)
- Lukáš Hlava (27 godina), u svojoj 10. sezoni – 3. mjesto, 23. natjecanje sezone (Lahti)

Pobjede u sezoni (u zagradama ukupan broj pobjeda)

- Gregor Schlierenzauer – 5 (40)
- Andreas Kofler – 5 (10)
- Daiki Itō – 4 (4)
- Martin Koch – 3 (5)
- Anders Bardal – 3 (4)
- Kamil Stoch – 2 (5)
- Robert Kranjec – 2 (4)
- Thomas Morgenstern – 1 (22)
- Richard Freitag – 1 (1)

- Sarah Hendrickson – 9 (9)
- Daniela Iraschko-Stolz – 2 (2)
- Sabrina Windmüller – 1 (1)
- Sara Takanashi – 1 (1)

## Napomene
1. ↑  Prebačeno iz Szczyrka (Poljska).[41]